# Tukwila (hardware)
Tukwila (inizialmente conosciuto con il nome Tanglewood) è il nome in codice del core per sistemi Intel Itanium 2 MP multiprocessore che andrà a sostituire il core Montvale e costituirà una vera e propria rivoluzione nel settore dei server IA-64, grazie all'appartenenza di Tukwila all'iniziativa Common Platform Architecture.
La storia di questo core è lunga e travagliata, infatti inizialmente la sua uscita era prevista per il 2007, ma il ritardo di sei mesi accumulato da Montecito, predecessore di Montvale, presentato da Intel il 25 ottobre 2005, ha spostato prima Montvale al 2007, e poi anche questo progetto alla fine del 2008.

A maggio 2008 venne annunciato che la presentazione di Tukwila sarebbe avvenuta verso la fine dell'anno, ma che la disponibilità in volumi non sarebbe avvenuta prima dell'inizio del 2009. Successivamente non si è saputo più nulla per diversi mesi, fino a quando nei primi giorni di febbraio 2009 Intel ha reso noto di aver posticipato il lancio di tale prodotto ulteriormente di alcuni mesi al fine di includere nuove ottimizzazioni nell'architettura, non previste dal progetto originale.
Infine, a maggio 2009, Intel ha annunciato l'arrivo delle prime soluzioni per i primi mesi del 2010, ovvero quasi tre anni dopo la data originariamente prevista, malgrado il produttore abbia garantito che tale ritardo sarà compensato da un ulteriore incremento delle prestazioni.

## Caratteristiche tecniche

### Processo produttivo
Tukwila sarà il primo processore Itanium 2 a 4 core e verrà costruito a 65 nm mediante un approccio a Die Monolitico. Ogni core sarà dotato di una cache L2 da 6 MB, per un totale complessivo di 24 MB di cache L2 per ogni singolo processore (ma sono previste anche versioni con 30 MB di cache complessiva), e inoltre i vari core saranno interconnessi mediante un bus di nuova generazione.
A partire dai primi Xeon basati sulla nuova architettura Nehalem (come il core Gainestown), i processori server di Intel hanno iniziato ad utilizzare il nuovo BUS seriale originariamente conosciuto come CSI (Common Serial Interconnect) e che è poi stato rinominato da Intel in QuickPath Interconnect (QPI); tale tecnologia verrà estesa anche agli Itanium 2 Tukwila e dovrebbe venir implementata mediante 2 collegamenti a piena ampiezza e 2 a mezza ampiezza, per una banda totale di ben 34 GB/s tra CPU e memoria e 96 GB/s tra ogni processore presente nel sistema.
Oltre all'adozione del nuovo BUS seriale, Tukwila introdurrà un'altra rivoluzionaria caratteristica nel panorama delle CPU Itanium 2 e anch'essa comune ai processori x86 basati su architettura Nehalem, il controller per la memoria RAM integrato nel processore. Inizialmente era previsto che tale controller supportasse le memorie FB-DIMM, fortemente sostenute da Intel nel settore server, ma il loro scarso successo commerciale dovuto all'alto costo non compensato da un evidente aumento di prestazioni, ha successivamente fatto accantonare tale idea. La riprogettazione del controller della memoria è stata una delle cause che ha portato al posticipo della presentazione di Tukwila, che nella sua versione definitiva supporterà moduli di tipo DDR3 con capacità di 16 GB ciascuno; più precisamente, i controller saranno 2 e consentiranno di diminuire le latenze di accesso supportando configurazioni a 4 o più canali. Secondo Intel proprio questa bassa latenza di accesso alla RAM consentirà di abbassare i costi di produzione di Tukwila dato che non sarà più necessario implementare grossi quantitativi di cache nel processore (si ricordi che Montecito, presentato 2 anni prima integra lo stesso quantitativo, condiviso però da 2 soli core).
Cambierà anche il socket per la connessione alla scheda madre sebbene per il momento non si abbiano ancora notizie in merito alle caratteristiche di tale nuovo supporto; è noto però che il nuovo socket verrà mantenuto anche per le generazioni successive in modo da semplificare le operazioni di aggiornamento.
Tutti questi miglioramenti, che porteranno il numero di transistor di ogni singola CPU a sfiorare i due miliardi su una superficie di 699 mm², dovrebbero consentire di migliorare le prestazioni rispetto a Montecito e Montvale di almeno il 30% (con punte del 50%) contenendo tuttavia i consumi massimi in un valore leggermente superiore a quello dei predecessori. Se per i predecessori il consumo massimo era di 104 W, per Tukwila dovrebbe arrivare a 130 W, ovvero circa il 25% in più. Dopo gli ultimi ritardi accumulati dal progetto, Intel ha dichiarato in realtà che le prestazioni dovrebbero essere addirittura doppie rispetto a quelle offerte dal predecessore, in virtù delle numerose revisioni architetturali introdotte.

### Tecnologie implementate
È prevista la tecnologia Double Device Data Correction, che gestisce in modo dinamico eventuali malfunzionamenti dei moduli memoria disabilitandone specifiche parti così da garantire il funzionamento del sistema.
Inizialmente sembrava che la frequenza di introduzione sarebbe stata quella a 2,5 GHz, ma successivamente agli inizi del 2008, si è saputo che dovrebbe fermarsi a 2 GHz. In ogni caso, ogni core sarà in grado di gestire sino ad un massimo di 2 thread, per un totale quindi di ben 8 threads per processore contemporaneamente. È quasi certo che tale funzionalità verrà implementata attraverso l'utilizzo della nuova tecnologia Simultaneous Multi-Threading che è stata già introdotta nel panorama IA-32 con l'architettura Nehalem, al posto della ormai vecchia Hyper-Threading presente nei prodotti precedenti ma successivamente accantonata nell'architettura "Core" (precedente a Nehalem). Tra le tecnologie che verranno implementate vi è da segnalare anche quella di virtualizzazione Silvervale, la versione server di Vanderpool.

## Itanium e Xeon intercambiabili?
Con il lancio dei primi Xeon basati su architettura Nehalem, Intel ha gettato le basi per la standardizzazione dell'interfaccia dei processori IA-32 e IA-64, chiamata "Common Platform Architecture" (CPA); si tratta di una tecnologia che renderà Itanium e Xeon "intercambiabili".
Ad accompagnare Tukwila come primo chip Intel con memory controller integrato sul fronte Itanium 2, doveva essere Whitefield sul fronte Xeon, il cui sviluppo però è stato interrotto il 25 ottobre 2005 per motivi non meglio precisati da parte di Intel. A prendere il suo posto fu Tigerton che includeva una connessione diretta dal chipset ad ogni singolo processore ma non il nuovo BUS seriale che è arrivato solo con l'architettura Nehalem, il cui primo esponente nel panorama Xeon MP sarà Beckton. Tra i moltissimi obiettivi di Intel vi è anche quello di parificare i costi dell'hardware Itanium e Xeon, in questo modo gli utenti avranno la libertà di decidere quale architettura scegliere.

## Progetti derivati
Dal progetto Tukwila, che è stato sviluppato con la collaborazione di un ex team di sviluppo proveniente da Alpha, verrà derivato anche il core Dimona, una versione ridotta specificatamente pensata per i sistemi Itanium 2 DP per sistemi a 2 sole vie.

## Il successore
Il successore di Tukwila sarà Poulson che sarà basato su un nuovo tipo di architettura definita "rivoluzionaria" da Intel, e che completerà il passaggio alla "Common Platform Architecture" (CPA) iniziato proprio con Tukwila, ma non è ancora chiaro se farà ancora parte della piattaforma Richford introdotta proprio con Tukwila.